# Linzer Biologische Beiträge
Linzer Biologische Beiträge (abreviado Linzer Biol. Beitr.) es una revista científica con ilustraciones y descripciones botánicas que es publicada en Linz desde el año 1975. Fue precedida por Mitteilungen der Botanischen Arbeitsgemeinschaft am Oberösterreichischen-Landesmuseum Linz.